# مغامرات نيلز المدهشة (رواية)
مغامرات نيلز المدهشة أو كما تُعرف بالعنوان الكامل الأصلي: (Nils Holgerssons underbara resa genom Sverige) (وتعني بالعربية: "الرحلة الرائعة لنيلز هولجرسون عبر السويد")، هي رواية خيالية وتعليمية من تأليف الكاتبة السويدية سلمى لاغرلوف، التي تعتبر واحدة من أبرز الكاتبات في تاريخ الأدب السويدي، وكانت أول امرأة تنال جائزة نوبل في الأدب عام 1909، تكريمًا لمجمل أعمالها الأدبية وإنجازاتها.
نُشرت الرواية في الأصل على جزئين منفصلين، الأول سنة 1906 والثاني سنة 1907، وقد صدرت باللغة السويدية. بعد ذلك، تُرجمت الرواية إلى الإنجليزية وغيرها من لغات العالم، وظهرت أولى النسخ الإنجليزية تحت عنوان "The Wonderful Adventures of Nils" سنة 1907، بينما صدر الجزء الثاني باللغة الإنجليزية بعنوان "Further Adventures of Nils" سنة 1911.
غالبًا ما يُدمج الجزءان معًا في طبعات لاحقة تحت عنوان موحد هو: "مغامرات نيلز الرائعة"، إلا أن هذا العنوان قد يُستخدم أحيانًا للإشارة إلى الجزء الأول وحده دون الجزء المكمل، حسب الترجمة أو الطبعة.
مثل العديد من المثقفين السويديين البارزين في أوائل القرن العشرين، كانت سلمى لاغرلوف ناشطة في حركة إصلاح اللغة السويدية، التي هدفت إلى تحديث وتبسيط الكتابة الرسمية وجعلها أكثر توافقًا مع النطق الحقيقي للغة. وقد انعكس هذا الاتجاه الإصلاحي في أعمالها الأدبية، لا سيما في رواية "مغامرات نيلز الرائعة"، التي تُعتبر من أوائل الكتب التي طبّقت التهجئة الجديدة التي فرضتها الحكومة السويدية رسميًا في 7 أبريل 1906.
هذه التعديلات اللغوية التي أُعلن عنها في القرار الحكومي، والتي يُشار إليها في قاموس الأكاديمية السويدية الرسمي المعروف بـ Svenska Akademiens Ordlista، كانت تهدف إلى توحيد القواعد الإملائية وتقليل التعقيدات في الكتابة السويدية، مع الحفاظ على جمالية اللغة وروحها التراثية.
كان اعتماد سلمى لاغرلوف لهذه القواعد في كتابها ذا أثر بالغ على نشر هذا الإصلاح اللغوي بين الجماهير، إذ ساهمت شهرة كتابها وانتشاره الواسع في تعميم التهجئة الجديدة وتسهيل قبولها، خاصة في الأوساط التعليمية والشبابية. وهكذا، لم تكن الرواية مجرد عمل أدبي مسلي وتعليمي فحسب، بل كانت أيضًا جزءًا من حركة تحديث اللغة السويدية التي أثرت على تطورها في القرن العشرين.

## السياق
تعود خلفية نشر رواية "مغامرات نيلز المدهشة" إلى تكليف رسمي تلقته الكاتبة السويدية سلمى لاغرلوف من الجمعية الوطنية للمعلمين في السويد عام 1902، وذلك بهدف تأليف كتاب جغرافيا تعليمي موجه لطلاب المدارس العامة. كان الهدف من هذا التكليف هو إنتاج مادة تعليمية أكثر تشويقًا وحيوية، بدلاً من الكتب التقليدية الجافة التي تقتصر على عرض الحقائق والمعلومات الجغرافية بشكل مباشر.
كرّست لاغرلوف خلال ثلاث سنوات كاملة من العمل والدراسة المتأنية وقتها للتعرف على الطبيعة السويدية بكل تفاصيلها، خاصة حياة الحيوانات والطيور التي تشكل جزءًا هامًا من البيئة السويدية. لم تقتصر على المعلومات العلمية أو الجغرافية فحسب، بل انغمست أيضًا في دراسة التراث الشعبي والأساطير غير المنشورة من مختلف المقاطعات السويدية، وجمعت تلك القصص والمرويات المحلية.
ببراعة أدبية فريدة، نسجت سلمى لاغرلوف تلك الأساطير والحكايات الشعبية مع عناصر القصة الخيالية التي أبدعتها حول شخصية نيلز هولجرسون، فخلقت عملاً أدبيًا يجمع بين المتعة، التعليم، والتراث الثقافي، مما جعل الرواية ليست مجرد كتاب تعليمي، بل تحفة أدبية تحمل في طياتها روح السويد وجغرافيتها وتراثها الشعبي.
تأتي هذه المعلومات من مقدمة المترجمة الإنجليزية فيلما سوانستون هوارد، التي ساهمت في تقديم الرواية للعالم الناطق بالإنجليزية وأكدت على أهمية العمل من ناحية تربوية وأدبية على حد سواء.

## المقدمة
تدور أحداث الرواية حول فتى صغير يُدعى نيلز هولجرسون، الذي كان يعيش حياة غير مسؤولة، إذ كان يهوى الأكل والنوم وقضاء الوقت في إثارة المشاكل، خاصة من خلال إيذاء الحيوانات في مزرعة عائلته. كان نيلز يستمتع بإزعاج الحيوانات وإيذائها، وكان ذلك من عاداته السيئة التي جعلته شخصية غير محبوبة.
في أحد الأيام، عندما كانت عائلته تذهب إلى الكنيسة، تُرك نيلز في المنزل وحده ليحفظ فصولًا من الكتاب المقدس. وفي تلك الأثناء، قام نيلز بصيد تومتي، وهو كائن صغير من الأساطير الشعبية السويدية يُشبه الجني أو الروح الحارسة للمزرعة، باستخدام شبكة.
عرض تومتي على نيلز صفقة مقابل حريته؛ إذ وعده بأنه سيمنحه عملة ذهبية ضخمة إذا أطلق سراحه. لكن نيلز رفض العرض الطيب، فأراد تومتي أن يعاقبه، فحوّله إلى تومتي صغير، وهو ما جعله ينكمش ويصبح صغير الحجم، وقادرًا فجأة على التحدث والتفاهم مع الحيوانات التي كانت في المزرعة.
شعرت الحيوانات بسعادة غامرة لرؤية نيلز وقد تقلص إلى حجمهم، لكنه بالمقابل أصبح محط غضبهم ورغبتهم في الانتقام منه بسبب ما سبّبه لهم من أذى سابقًا.
في الوقت نفسه، كانت الأوز البرية تحلق في السماء فوق المزرعة في إحدى هجراتها السنوية، وكانت إوزة بيضاء تدعى مارتن تحاول الانضمام إلى سرب الأوز البرية المهاجرة.
وفي لحظة حاسمة، يحاول نيلز أن ينقذ شيئًا ما قبل عودة عائلته إلى المنزل، فتمسك برقبة مارتن بقوة، وبمساعدة مارتن، ينجح في الانطلاق والانضمام إلى سرب الطيور البرية في رحلتها عبر السماء، لتبدأ بذلك مغامرة نيلز الرائعة عبر السويد.
على الرغم من أن الأوز البرية لم تكن راضية على الإطلاق بانضمام صبي صغير وأوزة منزلية إلى سربها، إلا أنها أخذتهم في نهاية المطاف في رحلة استكشافية شيقة عبر جميع المقاطعات التاريخية في السويد. خلال هذه الرحلة الطويلة، مَرّوا بمناطق متعددة تتميز بخصائص طبيعية متنوعة وموارد اقتصادية متعددة، مما سمح لنيلز برؤية بلده من منظور جديد تمامًا.
لم تكن الرحلة مجرد تنقل جغرافي، بل كانت أيضًا رحلة داخلية لتحول نيلز كشخص. واجه نيلز، مع رفيقه مارتن، العديد من التحديات التي دفعته لإثبات نفسه في عالم الأوز البرية. فقد احتاجت الأوزة المنزلية مارتن إلى إثبات قدرتها على الطيران بكفاءة مثل الأوز البرية ذات الخبرة، التي كانت تتشكك في قدراتها.
أما نيلز فكان عليه أن يثبت للأوز البرية أنه رفيق جدير بالثقة ومفيد في الرحلة، رغم شكوكهم الأولية ورفضهم قبول صبي صغير ينضم إليهم. هذه المواقف الصعبة علمت نيلز معنى المسؤولية، الصداقة، الشجاعة، والتعاون.
خلال هذه المغامرات، بدأ نيلز يشعر بالتغيير الإيجابي داخل نفسه، فتعلم كيف يكون شخصًا أفضل، كما أصبح أكثر تعاطفًا مع الحيوانات والناس حوله. وأدرك أن هذا التغيير قد يجعله يستحق فرصة العودة إلى حجمه الطبيعي، وهو ما كان يأمل فيه بأن يكون التومتي قد قرر استبدال التجميد والسحر الذي أصابه إذا أثبت فعلاً تحسنه.
تتضمن رواية "مغامرات نيلز المدهشة" العديد من المؤامرات الفرعية التي تضفي عمقًا وثراءً على القصة، حيث لا تقتصر المغامرة على رحلة نيلز مع الأوز البرية فقط، بل تتناول أيضًا قصصًا جانبية تتعلق بالأشخاص والحيوانات التي تتأثر بطريقة أو بأخرى بحضور نيلز والطيور المهاجرة.
على سبيل المثال، يسلط أحد الفصول الضوء على قصة رجل إقليمي يعيش حالة من الوحدة والاغتراب في العاصمة السويدية ستوكهولم. هذا الرجل يلتقي بشخصية رجل عجوز لطيف يتردد عليه في الحديقة، والذي يروي له، وللقارئ، تاريخ المدينة وأسرارها بطريقة تأسر المخيلة. وفي تطور مفاجئ، يكتشف الرجل في نهاية القصة أن هذا العجوز ليس سوى ملك السويد المتنكر، الذي كان يتنقل بين الناس متخفياً للتعرف على أحوال مملكته وحياة شعبه.
مثل هذه القصص الفرعية لا تضيف فقط أبعادًا إنسانية واجتماعية للرواية، بل تُثري التجربة التعليمية، إذ تدمج بين السرد الخيالي والحقائق التاريخية والثقافية، وتمنح القارئ فرصة لفهم أعمق لتراث السويد وشعبها عبر مختلف الطبقات الاجتماعية والمناطق.
على الرغم من شهرة رواية "مغامرات نيلز المدهشة" وانتشارها الواسع، تعرض العمل لبعض الانتقادات، خاصةً فيما يتعلق بدقة تمثيل جغرافيا السويد في القصة. من أبرز هذه الانتقادات هو عدم توقف نيلز والأوزة في مقاطعة هالاند خلال رحلتهم، إذ في الفصل 53 من الرواية الأصلية، يمر نيلز والأوزة فوق مقاطعة هالاند في طريق العودة إلى سكانيا، لكنهم لا يتوقفون أو يبدون انبهارًا بمناظرها الطبيعية، مما أثار استغراب بعض القراء والسكان المحليين الذين توقعوا ذكرًا أو وصفًا مفصلًا للمقاطعة.
ومع ذلك، أضافت بعض الترجمات الأجنبية فصلًا أو مقاطع إضافية تُظهر توقف نيلز والأوزة في هالاند، في محاولة لإرضاء القراء المحليين أو لإضفاء مزيد من التفاصيل على الرحلة، وهو اختلاف غير موجود في النص الأصلي السويدي.
بالإضافة إلى ذلك، توجد اختلافات ملحوظة في الرسوم التوضيحية المصاحبة للكتاب، حيث يظهر نيلز في كثير من الصور وهو يرتدي قبعة حمراء، بينما تشير النصوص الأصلية إلى أن نيلز كان يرتدي قبعة بيضاء، مما يشكل انحرافًا عن وصف الشخصية في النسخة الأصلية. هذا الأمر يعكس تغييرات فنية أو تفسيرات مختلفة من الفنانين والمصممين عبر الطبعات والترجمات المختلفة.

## الفصول
يتبع هذا القسم الترجمة الإنجليزية التي قامت بها المترجمة فيلما سوانستون هوارد، والتي نُشرت في الأصل على جزأين خلال عامي 1907 و1911، تحت عنواني "مغامرات نيلز المدهشة" و"مغامرات نيلز الإضافية" على التوالي. تُعد ترجمة هوارد المرجع الأساسي الذي اعتمدته العديد من الطبعات اللاحقة من الرواية باللغة الإنجليزية، حيث استخدم نفس النص سواء في النسخ التي احتوت على الرسوم التوضيحية الأصلية أو تلك التي أضيفت إليها رسوم توضيحية جديدة، أو حتى الطبعات التي صدرت دون أي رسوم توضيحية.
هذا التوحيد في النص والترجمة ساعد في الحفاظ على ثبات المحتوى الأدبي والتربوي للرواية عبر الأجيال، مما ساهم في استمرار شهرتها وتأثيرها في الأدب التعليمي والخيالي للأطفال حول العالم.

### مغامرات نيلز الرائعة
يحتوي المجلد الأول لهوارد على 21 فصلاً. عناوين الفصول باللغة السويدية المدرجة هنا مطابقة لتلك الموجودة في الفصول الـ 21 في المجلد الأول الأصلي (1906).

### مغامرات نيلز الإضافية
يحتوي المجلد الثاني لهوارد على 22 فصلاً مرقمة من 1 إلى 22، حيث يحتوي المجلد الثاني الأصلي (1907) على 34 فصلاً مرقمة من 22 إلى 55. عناوين الفصول باللغة السويدية المدرجة هنا هي نفسها عناوين 22 من الفصول الأصلية البالغ عددها 34. عناوين الفصول من 6 إلى 18 تتطابق مع عناوين الفصول الأصلية من 36 إلى 48.
قام هوارد بحذف بعض الفصول بالكامل واختصر فصولاً أخرى. لم يتم ذكر بعض المقاطعات في ترجمة هوارد، بما في ذلك دالارنا ، التي تمت زيارتها في الفصول الأصلية الأربعة (29 إلى 32).

## إصدارات مطبوعة
- مغامرات نيلز الرائعة، رسوم هارولد هارت فولي . نيويورك: جروسيت ودنلاب، 1907.
- مغامرات نيلز الرائعة، ترجمة فيلما سوانستون هوارد. الرسوم التوضيحية بواسطة ماري هاملتون فراي . جاردن سيتي، نيويورك: دوبلداي، بيج آند كومباني، 1913.
- مغامرات نيلز الرائعة، رسوم هـ. باومهاور. جيه إم دنت وأبناؤه، 1950.

## اقتباسات الأفلام

### الرسوم المتحركة السوفيتية لعام1955
الصبي المسحور (بالروسية: Заколдованный мальчик، وتنطق: زاكولدوفاني مالشيك) هو فيلم رسوم متحركة سوفيتي تقليدي صدر عام 1955. أخرجه المخرجان فلاديمير بولكوفنيكوف وألكسندرا سنيجكو بلوتسكايا، وتم إنتاج الفيلم في استوديو الرسوم المتحركة الشهير Soyuzmultfilm في مدينة موسكو، الذي يعتبر من أشهر استوديوهات الرسوم المتحركة في الاتحاد السوفيتي وروسيا.
يُعد الفيلم جزءًا من التراث الكلاسيكي للرسوم المتحركة السوفيتية، ويتميز بأسلوبه التقليدي في الرسم والتحريك، ويعكس روح القصص الخيالية والأسطورية التي كانت تحظى بشعبية في ذلك العصر.

### فيلم سويدي حي عام1962
صدر فيلم مغامرات نيلز هولجرسون (Nils Holgerssons underbara resa) عام 1962، وكان تصويره يعتمد بشكل أساسي على لقطات تم التقاطها بواسطة طائرات الهليكوبتر. أدى هذا الأسلوب التصويري إلى تبسيط القصة وتقليل عنصر الدراما فيها مقارنةً بالنص الأصلي. أخرج الفيلم المخرج كين فانت، وحاول تقديم نسخة بصرية من رحلة نيلز عبر السويد، مع التركيز على المناظر الطبيعية والطيران فوق الأراضي السويدية.

### الرسوم المتحركة اليابانية لعام1980
تم بث مسلسل الأنمي المقتبس من رواية "مغامرات نيلز المدهشة" والمعروف باليابانية بعنوان ニルスのふしぎな旅 (Nirusu no Fushigi na Tabi)، والذي يتألف من 52 حلقة، مدة كل حلقة حوالي 25 دقيقة. عُرض الأنمي لأول مرة على قناة هيئة الإذاعة اليابانية اليابانية في الفترة من 8 يناير 1980 حتى 17 مارس 1981.
حظي الأنمي بشعبية واسعة في اليابان وعدد من الدول الأخرى، حيث تم دبلجته وترجمته إلى عدة لغات وعُرض على شاشات قنوات مختلفة، مما ساهم في نشر قصة نيلز المدهشة وأسلوبها التعليمي والترفيهي بين جمهور الأطفال والعائلات.
- ألبانيا
- في العالم العربي (باسم "مغامرات نيلز" مغامرات نيلز )
- بلجيكا
- كندا (بالفرنسية)
- (البر الرئيسي) الصين
- جمهورية التشيك (باسم "نيلز هولجرسون")
- فنلندا (باسم "Peukaloisen retket"، غير مدبلجة باللغة الفنلندية ولكن ببساطة يتم سردها عبر الدبلجة الألمانية، كما تم إصدارها أيضًا على أقراص DVD)
- فرنسا
- ألمانيا
- اليونان (مثل "Το θαυμαστό ταξίδι του Νίлς Χόлγκερσον" - "رحلة نيلس هولجرسون العجيبة")
- هونغ كونغ (مدبلجة إلى الكانتونية)
- المجر (باسم "Nils Holgersson csodálatos utazása a vadludakkal" - "رحلة نيلس هولجرسون الرائعة مع الإوز البري")
- أيسلندا (باسم "نيللي هولمغيرسون")
- إيران
- إيطاليا
- هولندا
- بولندا (مثل "نيلز والأوز البرية")
- البرتغال
- رومانيا
- سلوفينيا (باسم "نيلز هولجرسون" مع حرف s واحد)
- جنوب أفريقيا (مترجمة إلى اللغة الأفريكانية باسم "نيلز هولجرسون")
- إسبانيا
- السويد
- تركيا (باسم "أوتشان كاز" ("الإوزة الطائرة")

في بعض البلدان، تم قطع حلقات الأنمي للسماح بإدخال فواصل إعلانية، مما أثر على تسلسل الأحداث وطول المسلسل الأصلي. يُعد هذا الأنمي الإنتاج الأول على الإطلاق من إنتاج استوديو Pierrot، وكان المخرج مامورو أوشي مسؤولًا عن إخراج المسلسل.
احتفظ الأنمي بمعظم عناصر القصة الأصلية، حيث كان صادقًا إلى حد كبير مع رواية سلمى لاغرلوف، مع بعض الإضافات مثل ظهور الهامستر الأليف لنيلز، والدور الموسع للثعلب سمير، الذي لم يكن له حضور كبير في النص الأصلي. هذه التعديلات أضافت بعدًا جديدًا للشخصيات وأثرت على طريقة سرد القصة بأسلوب يناسب المشاهدين الشباب.
في ألمانيا، تم دمج حلقات مسلسل الأنمي "مغامرات نيلز المدهشة" في فيلم رسوم متحركة كامل مدته حوالي ساعة و22 دقيقة، وأُصدر هذا الفيلم في عام 1981. كما تم دبلجة نفس الإصدار وإصداره في دول أخرى مثل إستونيا على أقراص DVD وVHS، وفي اليونان على أقراص DVD.
بالإضافة إلى ذلك، تم تحويل الأنمي في ألمانيا إلى سلسلة كتب مصورة، حيث قام الاستوديو الإسباني Interpubli والاستوديو الألماني Roche بتنفيذ الرسومات لهذه السلسلة. ساهم هذا المشروع في توسيع انتشار القصة عبر وسائط مختلفة، مما جعل مغامرات نيلز المدهشة محبوبة لدى جمهور أوسع من الأطفال والقراء.

### 2011 السويدية/الألمانية المكونة من جزأين
عرضت قناة ARD التلفزيونية الألمانية لأول مرة نسخة حية من الرواية مكونة من جزأين بطولة جوستوس كاميرر في دور نيلز وإخراج ديرك ريجيل في عيد الميلاد عام 2011.  يبلغ إجمالي مدة تشغيله 230 دقيقة. تستخدم هذه النسخة مزيجًا من الحيوانات الحقيقية والدمى والصور التي تم إنشاؤها بالحاسوب للأوز والحيوانات الأخرى. 

### 2017 استوديو فرنسي 100 مقتبس ثلاثي الأبعاد CGI
في عام 2017، تم إصدار مسلسل تلفزيوني مقتبس من الرسوم المتحركة ثلاثية الأبعاد بواسطة استوديو 100 Animation الفرنسي.  يتكون الإصدار من 52 حلقة، مدة كل حلقة 13 دقيقة.

## الثقافة السويدية
ويظهر نيلز أيضًا في شعار شركة الخرائط الرقمية Tele Atlas .
تم تصوير المشاهد التي يراها نيلز أثناء تجواله مع أوزته في مقاطعات السويد في سلسلة من أطباق عيد الميلاد التي أنتجتها شركة Rörstrand Pottery. بدأ المسلسل في عام 1970 واستمر حتى عام 1999. توضح اللوحات التضاريس والهندسة المعمارية والصناعة والحياة البرية في السويد.

## التأثير
تتضمن رواية "السحرة" للكاتب ليف جروسمان العديد من الإشارات والتأثيرات المستمدة من أعمال أدبية سابقة مثل سلسلة نارنيا وكتب هاري بوتر. يُلاحظ بشكل خاص تأثير رواية "مغامرات نيلز المدهشة" في إحدى الحلقات الرئيسية من الرواية، حيث يُكلّف فصل من الطلاب الذين يقتربون من التخرج من مدرسة السحر بخوض اختبار رئيسي يتمثل في التحول إلى أوز برية والقيام برحلة ملحمية تمتد من ولاية نيويورك العليا وصولاً إلى القارة القطبية الجنوبية.

## الملاحظات والمراجع
1. ↑  Nilsson, J. (2001). Language Reform and Literature in Early 20th Century Sweden. Scandinavian Studies Journal, 73(2), 145–160.
2. ↑  SAOL – svenska.se نسخة محفوظة 2025-06-05 على موقع واي باك مشين.
3. ↑  "Selma Lagerlöf / Swedish Author & Nobel Prize Winner / Britannica" (بالإنجليزية). Archived from the original on 2025-06-08. Retrieved 2025-07-01.
4. ↑  Lagerlöf, Selma. Nils Holgerssons underbara resa genom Sverige. (الطبعات الأصلية باللغة السويدية، 1906-1907)
5. ↑  Chapter IX. Karlskrona
6. ↑  “مغامرات نيلز العجيب” | صحيفة الخليج نسخة محفوظة 2025-07-08 على موقع واي باك مشين.
7. ↑  The novel article "Nils Holgerssons underbara resa genom Sverige" at Swedish Wikipedia cites Nils Holgerssons underbara resa genom Sverige. Första bandet. (1907), chapter by chapter as pp. 9–237. Retrieved 2019-09-30.
8. ↑  "Nils Holgerssons wunderbare Reise". قاعدة بيانات الأفلام على الإنترنت. مؤرشف من الأصل في 2024-12-22.
9. ↑  Festenberg، Nikolaus von (24 ديسمبر 2011). ""Nils Holgersson" in der ARD: Gans oder gar nicht". Der Spiegel. مؤرشف من الأصل في 2012-04-09.
10. ↑  Nils
[usurped], Studio100animation.net

## روابط خارجية
قالب:Selma Lagerlöf